# Walter Payton
Walter Jerry Payton (ur. 25 lipca 1954 w Columbia, Missisipi, zm. 1 listopada 1999 w South Barrington, Illinois) to amerykański sportowiec, zawodnik futbolu amerykańskiego. Występował z numerem 34 jako running back w drużynie Chicago Bears. Został dziewięciokrotnie wybrany do meczu gwiazd Pro Bowl ligi National Football League. Był rekordzistą w ilości jardów oraz przyłożeń zdobytych w karierze. W 1993 roku został wybrany do Pro Football Hall of Fame.
Został wybrany przez drużynę Chicago Bears z numerem czwartym w pierwszej rundzie NFL Draft w 1975 roku. Dwukrotnie zdobył nagrodę dla najlepszego zawodnika roku w lidze NFL, a w sezonie 1985 zdobył wraz z drużyną Chicago Bears mistrzostwo ligi NFL pokonując w Super Bowl XX drużynę New England Patriots wynikiem 46-10.
Walter Payton zmarł w wieku 45 lat na rzadką chorobę wątroby.